# おうちの神様
『おうちの神様 〜すばらしき住まいの知恵〜』（おうちのかみさま〜すばらしきすまいのちえ〜）は、2011年4月3日から2015年3月29日まで日本テレビで放送されていたミニ番組（教養番組）。ナカヤマの一社提供。
放送時間は毎週日曜日の17:25 - 17:30（JST）だが、毎年8月に放送される大型特別番組『24時間テレビ 「愛は地球を救う」』編成の際は休止。

## 番組概要
多趣味なおじいちゃん(建造)と小学生の孫娘(すみか)が繰り広げるホームドラマ。おじいちゃんと孫娘のやりとりや会話の中で、おじいちゃんは孫娘に自分が知っている住まいに関する知恵を伝えていく。
番組開始直後は生活の知恵を生かした豆知識の紹介（米のとぎ汁の使い道や新聞紙を使った掃除方法など）が多かったが、2013年後半以降は番組提供がリフォームのナカヤマということもあり、建物に関係した知識（屋根の金具や床暖房の歴史など）が増えている。
登場人物は建造とすみかのみで、その他の家族構成は不明。
ほぼこの2人のみで進行するが、調子に乗った建造が近所の住人に苦情を受けるなど、エキストラが登場することも。
苗字は「中山」。
それまで一切触れられていなかったが、146回目となる2014年3月9日の放送にて表札が初めて登場し、苗字が判明した。
またその際に建造が今まで間違って「山中」と書いた表札に気づかないまま暮らしていたという大ボケを披露している。
最終回ではすみかの娘で建造のひ孫である「まどか」(磯野の二役)と成人後のすみか(後姿のみ)が登場した。

## 登場人物・出演者
建造（けんぞう）：北村総一朗
多趣味でパワフルなおじいちゃん。一見頑固なところもあるけれど、孫娘すみかがかわいくてしょうがない。家の古き良き知恵をたくさん持つ。ボケを担当し、すみかにツッコまれることが多い。
すみか：磯野光沙
元気いっぱいな小学生。おじいちゃんの趣味に毎回付き合わされるものの、住まい関する知恵を教わり、その都度おじいちゃんのスゴさを感じる。

## スタッフ
- プロデューサー：大田貴史
- アシスタントプロデューサー：松本真生
- 構成：吹原幸太
- ディレクター：荒木太司、金沢浩二、川島啓史、永原一郎、山越由貴
- 制作協力：AX-ON
- 製作著作：日本テレビ

## 備考
- 2014年9月28日放送分までのOPテーマは、『あずまんが大王』より流用（作曲：栗原正巳）。